# Estadio Taïeb Mhiri
El Stade Taïeb Mhiri (en árabe: ملعب الطيب المهيري‎) es un estadio multipropósito ubicado en la ciudad de Sfax en Túnez.

## Historia
El estadio fue construido en el año 1938 con el nombre Stade Henri Corderc por mandato del gobierno de Túnez como un estadio multiuso utilizado principalmente para el fútbol.
Desde su construcción es la sede del CS Sfaxien, el club más importante de la ciudad. El estadio fue remodelado en 2004 y cuenta con capacidad para 18 000 espectadores.
En 1956 el estadio cambió su nombre por el actual en homenaje al político y exministro del Interior Taïeb Mhiri.

## Eventos
El estadio fue una de las sedes de la Copa Africana de Naciones 1965 en un partido de la fase de grupos, y también lo fue en la edición de 2004, motivo por el cual fue renovado.